# Малеево (Красноярский край)
Малеево — деревня в Богучанском районе Красноярского края России. Входит в состав Октябрьского сельсовета.

## История
Деревня Малеево была основана в 1683 году. По данным 1926 года в деревне имелось 48 хозяйств и проживало 282 человека (в основном — русские). В административном отношении деревня входила в состав Чуноярского сельсовета Богучанского района Канского округа Сибирского края.

## География
Деревня находится в северо-восточной части края, на правом берегу реки Чуны, на расстоянии приблизительно 104 километров (по прямой) к югу от села Богучаны, административного центра района. Абсолютная высота — 149 метров над уровнем моря.

## Население
| 2010 |
| ---- |
| 144  |

Гендерный состав
По данным Всероссийской переписи населения 2010 года в гендерной структуре населения мужчины составляли 45,8 %, женщины — соответственно 54,2 %.
Национальный состав
Согласно результатам переписи 2002 года, в национальной структуре населения русские составляли 95 % из 141 чел.

## Инфраструктура
В посёлке функционирует сельский клуб.

## Улицы
Уличная сеть деревни состоит из пяти улиц.